# Альвинг, Барбро
Барбро Альвинг (швед. Barbro Alving, 12 января 1909 — 22 января 1987) — шведская журналистка, писательница и феминистка. Часто публиковалась под псевдонимом Bang.

## Биография
Барбро Альвинг родилась в Уппсале в 1909 г. и была младшей дочерью писательницы Фанни Альвинг и преподавателя скандинавских языков и литературы Яльмара Альвинга. Когда Барбро было семь лет, семья переехала в Стокгольм. Там Барбро поступила в школу Whitlockska samskolan, которую окончила в 1928 году.
C 1928 по 1931 год Барбро работала редакционным секретарём в еженедельном журнале Idun, а в 1934—1959 годах — журналисткой в ежедневной газете Dagens Nyheter. В возрасте 27 лет она вела репортажи с Олимпийских игр-1936 в Берлине и с Гражданской войны в Испании. По заданию Dagens Nyheter она была на Советско-финской войне, делала репортажи во время оккупации Норвегии немецкими войсками, Венгерского восстания 1956 г.. В качестве иностранного корреспондента она в течение нескольких лет ездила в США, Вьетнам, Африку, Дальний Восток.
Став пацифисткой, Барбро Альвинг перешла в католичество. В 1950-х годах она участвовала в кампании по недопущению обладанию Швецией ядерного оружия. Поскольку главный редактор Dagens Nyheter был сторонником шведской ядерной программы, Барбро ушла из газеты и перешла в еженедельный журнал Vecko-Journalen. Из-за отказа участвовать в мероприятии гражданской обороны она была на месяц заключена в тюрьму Лонгхольмен в Стокгольме, о пребывании в которой в 1956 г. написала книгу Dagbok från Långholmen («Лонгхольменские дневники»).
Барбро Альвинг была впечатлена деятельностью писательницы Элин Вагнер и после её смерти в 1949 г. начала собирать материалы о её жизни, которые впоследствии были опубликованы в биографии Вагнер, написанной Уллой Исакссон и Эриком Яльмаром Линдером.
Барбро написала несколько книг, среди которых были её газетные колонки под псевдонимом «Käringen mot strömmen» («делать всё наперекор», дословно: «старая карга против течения»): они были опубликованы в 1946—1973 гг. Она также написала несколько сценариев.
В 1975 г. Барбро Альвинг была награждена престижной премией Общества Девяти. В честь Барбро назван феминистский журнал Bang.

## Личная жизнь
Барбро Альвинг осталась незамужней. У неё в 1938 г. родилась дочь Мод Фанни Альвинг, более известная как Руффа Альвинг-Олин. Барбро с Анной-Лаурой Шёкруной (Anna Laura Sjöcrona) и дочерью прожила одной семьёй более 40 лет до самой своей смерти в 1987 г. После смерти матери Руффа Альвинг-Олин собрала и опубликовала её письма и заметки.